# L'École des mères
L'École des mères ou l'Illustre Aventurier est une comédie romanesque en un acte et en prose de Marivaux créée pour la première fois le 26 juillet 1732 par les Comédiens italiens à l’Hôtel de Bourgogne.
L’École des mères reprend le thème de L'École des femmes, mais l’Angélique de Marivaux est moins naïve que l’Agnès de Molière.

## Personnages
- Madame Argante.
- Angélique, fille de madame Argante.
- Lisette, suivante d’Angélique.
- Éraste, amant d’Angélique, sous le nom de La Ramée.
- Damis, père d’Éraste, autre amant d’Angélique.
- Frontin, valet de madame Argante.
- Champagne, valet de M. Damis

## L’intrigue
Madame Argante a accoutumé sa fille à l’obéissance passive. Elle ne veut lui laisser que la liberté du bien, et c’est elle qui est juge de ce bien. Elle la tient cloîtrée, l’habille mal, et veut la marier à un homme de soixante ans ; tout cela à bonne intention, pour lui épargner les ennuis que pourrait lui causer l’inconstance d’un jeune mari. Il ne lui vient pas à l’esprit que sa fille puisse se trouver malheureuse de cet arrangement. Lorsqu’elle la voit triste, elle croit que c’est son caractère d’être ainsi ; elle la questionne à ce sujet, mais elle lui dicte ses réponses de la meilleure foi du monde. — Ce mariage ne vous plaît pas? — Non. — Mais il ne vous déplaît pas ? — Non. — Vous n’avez pas de volonté : c’est bien, j’en aurai pour vous. — J’en aurai si vous voulez. — Ce n’est pas nécessaire. D’une timidité excessive devant sa mère, Angélique se promet pourtant de se bien dédommager une fois qu’elle se verra libre. Éraste, le propre fils du vieillard à qui l’on veut marier Angélique est amoureux d’Angélique. Il s’est glissé, avec la complicité de Frontin et de Lisette, dans la maison sous un habit de laquais. Il lui demande une entrevue qu’elle accorde avec empressement et elle lui avoue qu’elle l’aime, mais son audace ne va pas plus loin. Le vieil amoureux a lui-même un entretien avec elle. — Vous acceptez ma main sans répugnance? lui demande-t-il. — Ma mère le dit. — Elle vous a permis de me le confirmer? — Oui, mais on n’est pas obligé d’user de toutes les permissions qu’on a. — Est-ce par modestie ou par dégoût que vous refusez l’aveu que je vous demande ? — Ce n’est pas par modestie. Peu à peu, elle lui avoue qu’elle ne l’aime pas, et même qu’elle en aime un autre. Ces aveux ne sont guère encourageants pour lui. Il a de la peine cependant à renoncer à cet amour, qui sera le dernier de sa vie. On lui dit que les deux amants sont convenus de se rencontrer dans l’obscurité. Il s’affuble d’un domino et se cache dans un coin pour écouter la conversation. Son fils, qui arrive le premier au rendez-vous, entendant le domino remuer, croit avoir affaire à Angélique, et lui parle en conséquence. Le père s’enfuit. Angélique arrive alors avec Lisette. Éraste reprend une conversation qu’il croit seulement avoir été interrompue. Ils se répètent qu’ils s’aime, mais la mère interrompt le duo amoureux. On apporte de la lumière et tout s’éclaire, au propre comme au figuré. Le père d’Éraste décide madame Argante à consentir au mariage de leurs enfants.

## Source
- Jean Fleury, Marivaux et le marivaudage, Paris, Plon, 1881, p. 110-2